# Wojna golubska
Wojna golubska (gołubska) – wojna stoczona w 1422 roku pomiędzy Koroną Królestwa Polskiego i Wielkim Księstwem Litewskim a zakonem krzyżackim.

## Tło międzynarodowe
W obliczu wybuchu wojen husyckich w Czechach król Zygmunt Luksemburski ogłosił 6 grudnia 1420 roku we Wrocławiu zupełnie niekorzystny dla strony polskiej wyrok w sporze polsko-krzyżackim. Rozłam pomiędzy królem Zygmuntem a Władysławem Jagiełłą przypieczętowała interwencja wojska Zygmunta Korybutowicza po stronie husytów czeskich. Wobec słabnącej pozycji Zygmunta Luksemburskiego Jagielle udało się zawrzeć z margrabią Brandenburgii Fryderykiem I Hohenzollernem sojusz zaczepno-odporny podpisany 8 kwietnia 1421 w Krakowie, skierowany przeciwko zakonowi krzyżackiemu. Dzięki mediacji brandenbursko-papieskiej rozejm pomiędzy Polską i zakonem przedłużono do końca 1422 roku.

## Wojna
Zygmunt Luksemburski, obawiając się otwartej interwencji zbrojnej Jagiełły i Witolda w Czechach pchnął do wojny z Polską nowego wielkiego mistrza krzyżackiego Paula Bellitzera von Russdorffa. 17 lipca wypowiedziano wojnę; skoncentrowane wojska polsko-litewskie w rejonie Czerwińska nad Wisłą wkroczyły na ziemie zakonne. Przed wyruszeniem w pole Jagiełło wydał dla zgromadzonej w Czerwińsku szlachty tzw. przywilej czerwiński. Wojska spod Czerwińska ruszyły w głąb państwa zakonnego 25 lipca. Krzyżacy unikali większych starć w polu i wycofali się do zamków za linię Drwęcy, w czasie gdy siły polskie rozpoczęły pustoszenie kraju. 20 sierpnia rozpoczęto oblężenie miasta Golub, które szybko zdobyto, a 26 sierpnia po drugim szturmie zdobyto zamek w Golubiu. Zdobyto także Bratian i Wąbrzeźno.
W wojnie wziął udział po stronie Jagiełły także książę Świdrygiełło.

## Pokój nad jeziorem Mełno
Pozbawiony pomocy z Rzeszy i króla Zygmunta Luksemburskiego, stojąc w obliczu ruiny swej gospodarki, zakon krzyżacki zmuszony został podpisać 27 września 1422 traktat pokojowy, w którym m.in. na zawsze zrzekał się pretensji do Żmudzi.